# Covella Ruffo (1378-1447)
Covella Ruffo (1378 – 1447) è stata una nobile italiana, contessa consorte di Altomonte, Corigliano e Mileto, e signora consorte di Ruvo.

## Biografia
Figlia di Antonio Ruffo, conte di Montalto,viceregente in Calabria nel 1381, e Giovanna "Giovannella" Sanseverino dei conti di Mileto, andò in sposa a Jacopo della Marra, signore di Ruvo, che morì nel 1390. Quattro anni dopo sposò Ruggero Sanseverino, figlio di Vinceslao Sanseverino e Margherita Sangineto, portando in dote i feudi di Altomonte e Corigliano e garantendo inoltre la riunificazione dei feudi di Mileto, Terlizzi e Tricarico. 
All'inizio del XV secolo, con il riaccendersi di feroci conflittualità feudali, la figura di Covella Ruffo assunse particolare rilievo per la sua costante opera di pacificazione, tanto da divenire portavoce delle famiglie calabresi presso la corte napoletana. 
Fu la zia dell'omonima e più nota Covella Ruffo, duchessa di Sessa, poiché sorella del 5° conte di Montalto Carlo Ruffo padre di questa, con cui talvolta viene confusa, anche perché in pratica erano contemporanee.
Possedette il Feudo di Calopezzati che però venne alienato intorno al 1420 in favore della nipote omonima Covella Ruffo.
Covella nel 1427 ebbe l'investitura della Contea di Mileto.
Muore nel 1447 e a tutt'oggi le sue spoglie riposano nella chiesa di S. Maria della Consolazione di Altomonte. Della tomba resta la lastra marmorea sul pavimento che porta scolpita al naturale, giacente, l’immagine della defunta, con la seguente iscrizione: EX VETERUM CLARO RUFFORUM GERMINE NATA REGIBUS EX NOSTRI ILLUSTRI SANGUINE MIXTA QUAM TENUIT CARAM REGINA IOANNA SECUNDA ROGERII QUONDAM COMITISQUE POTENTIS ET UXOR ET SANCTI MARCI DUX CUIUS FILIUS EXTAT VIRTUTUM COMITATA CHORIS COMITISSA CUBELLA MARMOREA HOC TEGITUR ANNORUM PLENA SEPULCRO IULIUS HAN CARPSIT SUOLA FERVENTE LEONE ANNO DOMINI MCCCCXXXXVI.
L'iscrizione indica che fu amica e consigliera della regina Giovanna II.

## Ascendenza
|                                    |                     |                            | Genitori            |  |  | Nonni |  |  | Bisnonni       |  |  | Trisnonni      |  |
|                                    |                     |                            |                     |  |  |       |  |  | Giovanni Ruffo |  |  | Giordano Ruffo |  |
|                                    |                     |                            |                     |  |  |       |  |  | Giovanni Ruffo |  |  | Giordano Ruffo |  |
|                                    |                     | Giovannella della Leonessa |                     |  |  |       |  |  | Giovanni Ruffo |  |  |                |  |
| Carlo Ruffo                        |                     |                            |                     |  |  |       |  |  | Giovanni Ruffo |  |  |                |  |
|                                    |                     | ?                          | ?                   |  |  |       |  |  |                |  |  |                |  |
|                                    |                     | ?                          | ?                   |  |  |       |  |  |                |  |  |                |  |
|                                    |                     | ?                          | ?                   |  |  |       |  |  |                |  |  |                |  |
| Antonio Ruffo                      |                     | ?                          |                     |  |  |       |  |  |                |  |  |                |  |
|                                    |                     | Roberto Sanseverino        | Tommaso Sanseverino |  |  |       |  |  |                |  |  |                |  |
|                                    |                     | Roberto Sanseverino        | Tommaso Sanseverino |  |  |       |  |  |                |  |  |                |  |
|                                    |                     | Roberto Sanseverino        | Sveva d'Avezzano    |  |  |       |  |  |                |  |  |                |  |
| Giovanna Sanseverino               |                     | Roberto Sanseverino        |                     |  |  |       |  |  |                |  |  |                |  |
|                                    |                     | Jacopa di Bosco            | ?                   |  |  |       |  |  |                |  |  |                |  |
|                                    |                     | Jacopa di Bosco            | ?                   |  |  |       |  |  |                |  |  |                |  |
|                                    |                     | Jacopa di Bosco            | ?                   |  |  |       |  |  |                |  |  |                |  |
| Covella Ruffo                      |                     | Jacopa di Bosco            |                     |  |  |       |  |  |                |  |  |                |  |
|                                    | Ruggero Sanseverino | Enrico Sanseverino         |                     |  |  |       |  |  |                |  |  |                |  |
|                                    | Ruggero Sanseverino | Enrico Sanseverino         |                     |  |  |       |  |  |                |  |  |                |  |
|                                    | Ruggero Sanseverino | Ilaria dell'Oria           |                     |  |  |       |  |  |                |  |  |                |  |
| Enrico Sanseverino                 | Ruggero Sanseverino |                            |                     |  |  |       |  |  |                |  |  |                |  |
|                                    |                     | Giovanna d'Aquino          | ?                   |  |  |       |  |  |                |  |  |                |  |
|                                    |                     | Giovanna d'Aquino          | ?                   |  |  |       |  |  |                |  |  |                |  |
|                                    |                     | Giovanna d'Aquino          | ?                   |  |  |       |  |  |                |  |  |                |  |
| Giovanna "Giovannella" Sanseverino |                     | Giovanna d'Aquino          |                     |  |  |       |  |  |                |  |  |                |  |
|                                    |                     | ?                          | ?                   |  |  |       |  |  |                |  |  |                |  |
|                                    |                     | ?                          | ?                   |  |  |       |  |  |                |  |  |                |  |
|                                    |                     | ?                          | ?                   |  |  |       |  |  |                |  |  |                |  |
| ?                                  |                     | ?                          |                     |  |  |       |  |  |                |  |  |                |  |
|                                    |                     | ?                          | ?                   |  |  |       |  |  |                |  |  |                |  |
|                                    |                     | ?                          | ?                   |  |  |       |  |  |                |  |  |                |  |
|                                    |                     | ?                          | ?                   |  |  |       |  |  |                |  |  |                |  |
|                                    |                     | ?                          |                     |  |  |       |  |  |                |  |  |                |  |